# Marcelo Usabiaga
Marcelo Usabiaga Jauregui (1916-2015) fue un histórico militante comunista español que destacó por su lucha contra el régimen franquista.
Marcelo Usabiaga era militante del Partido Comunista de Euskadi federación vasca del Partido Comunista de España (PCE); luchó en la Guerra Civil Española en defensa de la República en los frentes del Norte, Centro y Levante. Perteneció al  batallón "Rosa Luxemburgo" del Partido Comunista de Euskadi y a la Columna "Ramón Casanellas".  Participó en la guerrillera "Reconquista de España" realizada en octubre de 1944 en los Pirineos por el PCE.  Herido tres veces, fue detenido y condenado a 30 años de prisión. Pasó 21 años seguidos en la cárcel.

## Biografía
Marcelo Usabiaga nació el 30 de octubre en 1916 en la localidad guipuzcoana de Villafranca de Ordizia en el País Vasco, España. Poco después se traslada a Bayona, en el País Vasco Francés, donde su padre trabajaba como transportista. Con cuatro años, la familia se radica en Irún (Guipúzcoa), donde residió hasta el comienzo de la Guerra Civil.
En 1935 terminó sus estudios de Profesor Mercantil en la Escuela de Comercio de San Sebastián. En 1933, con 17 años de edad, se afilió a las Juventudes Comunistas de España, entrando a formar parte de la organización local de Irún, cuyo responsable era Agapito Domínguez (luego fusilado por los franquistas en 1936). Organizó la Federación Universitaria Escolar (FUE) en su instituto de Irún y luego en la escuela de San Sebastián.
Tras la revolución de octubre de 1934 es encarcelado por ayudar a varios mineros asturianos a cruzar la frontera francesa para escapar de la represión gubernamental.
El 11 de agosto de 1936, los requetés fusilan en Pikoketa, en Oyarzun, junto a otros 20 jóvenes de 17 a 25 años, a su hermano Bernardo de 17 años de edad, hecho que le dejó una profunda huella.
El 18 de julio de 1936, Marcelo Usabiaga estaba en Irún. Allí realizó, encuadrado en el grupo de las Juventudes Comunistas, varias acciones de guerra en defensa de la ciudad. Cuando cae la ciudad, huye a Francia y de allí pasa a Barcelona, donde se incorpora a la Columna "Ramón Casanella" con la que marchó al frente de Madrid. Luego, por mediación de  Manuel Cristóbal Errandonea, llegó a Bilbao, vía Francia, en febrero de 1937, para integrarse al batallón "Rosa Luxemburgo" que él mandaba, y tenía su cuartel en el balneario de Urberuaga en Marquina, justo en el frente estabilizado en el monte Kalamua. Tras un accidente, donde pierden la vida varios compañeros, se hace cargo de la sección de agitación y propaganda.
Tras la caída del frente pasó a Asturias y de allí a Francia, donde entra por Lorient, y de nuevo se va a Barcelona, donde en diciembre de 1937 se integró en el arma de Artillería Antiaérea o DCA, con una dotación de 4 cañones y 110 soldados, con la cual intervino en la batalla de Teruel. Después de pasar por diferentes frentes, acabó la guerra en la localidad valenciana de Sagunto, donde estaba con la DCA en la defensa de una fábrica de armamento.
Al finalizar la guerra fue detenido el 10 de abril de 1939 y acusado de participar en la quema de Irún y en los fusilamientos de 12 personas en el Fuerte de Guadalupe. Estas acusaciones las hizo Isidoro Navarro, quien fuera amigo de la infancia y juventud hasta que se alistó en la Falange, acusaciones que resultaron ser falsas y fueron avaladas por el testimonio de una monja que le atendió en la Cruz Roja por una herida de bala en las fechas en que se cometieron esos hechos. 
Fue condenado a 30 años de prisión y llevado a la cárcel Modelo de Valencia, en la que permaneció una temporada en la sección de condenados a muerte. En esa prisión pasó hambre y sufrió palizas y castigos.
Tras pasar por la prisión de San Miguel de los Reyes, es trasladado en 1942 a la prisión donostiarra de Ondarreta. Desde allí realizó trabajos forzados en la reconstrucción de San Sebastián, participando en la construcción de la Avenida de Tolosa. 
El 15 de agosto de 1943 es trasladado al Destacamento Penal de Arrona, en Cestona, que dependía de la cárcel de Ondarreta, donde fue asignado a tareas administrativas, permaneciendo un año. Al destacamento penitenciario se le había encomendado construir una línea de transporte para una cementera que servía parte de su producción a Alemania; por ello organizó una serie de acciones tendentes a provocar averías y pequeños sabotajes, lo que le obligó, ante la inminencia de la represión, a huir.
En septiembre de 1944, junto con cuatro compañeros, escapó del penal de Arrona y se refugió en Francia, donde fue detenido e internado en un campo de concentración instalado en Hendaya (en las instalaciones que sirvieron de base a la División Azul antes de partir hacia el frente del este para luchar con los nazis contra el Ejército Rojo). Allí es reclutado por un grupo de guerrilleros de la "Unión Nacional" al mando de Pepito Gómez "Esparza", oriundo de Irún y conocido de Usabiaga. Esparza era el instructor militar de la división mandada por Valledor. En Pau, donde estaba instalado el Estado Mayor de los "Guerrilleros Españoles", le pidieron información sobre la situación en España y en octubre organizaron la operación guerrillera "Reconquista de España", dentro de la cual se llevaría a cabo una incursión de varios grupos de guerrilleros, los denominados maquis, por diferentes puntos del Pirineo con la intención de mantener activa la lucha contra Franco con la esperanza de que, una vez vencida Alemania, los aliados liberasen España.
Usabiaga participó integrado en la X Brigada de Guerrilleros Españoles a las órdenes de Vicuña. Efectuó una acción en el interior de Navarra en labores de información. Tras el fracaso del primer intento, el Partido Comunista decidió cambiar de táctica, organizando la incursión con pequeños grupos autónomos.
Usabiaga se incorporó en un grupo con la misión de entrar en el País Vasco, llegar a San Sebastián con la finalidad de buscar puntos para organizar una ruta a través de Vizcaya hasta Santander. En paralelo se mandó otro grupo en el que figuraba el eibarrés Víctor Lecumberri Arana. Realizaron la acción en noviembre. El 18 de noviembre de 1944, el grupo llegó a la playa de los Frailes de Fuenterrabía y se internó en el monte. Escondieron las armas; un miembro del grupo perdió un cargador de una de las metralletas Sten. Pasaron la noche en Irún y fueron a San Sebatián, donde tuvieron problemas para encontrar alojamiento, ya que falló lo que había previsto José Aguilar, el responsable de organización en la ciudad. En San Sebastián deben esperar una cita con "Beñak", que debe traerles las armas desde Fuenterrabía. Deciden ir a casa de Ponciano Domínguez, un tío de Regino González que formaba parte del operativo, quien los acoge por razones de parentesco. Se ponen en contacto con Beñak, quien les informa de que la Guardia Civil sospecha algo por haberse encontrado el cargador perdido. El grupo decide marchanr a Bilbao para comprobar las posibilidades allí existentes y ver si se puede contar con puntos de apoyo.
La policía, bajo el mando del inspector Melitón Manzanas, irrumpe en el piso donde están escondidos y detiene a todos. Lo mismo ocurre con el segundo grupo que ya había llegado a San Sebastián. Como ya habían tenido muchos contactos con los colaboradores de Vitoria, Éibar, Ormáiztegui y Zumárraga, las detenciones se extienden y son muy numerosas.
El 6 de julio de 1945 se realiza en los cuarteles de Loyola en San Sebastián el juicio a los detenidos en esta operación. Hay más de 40 implicados en el expediente. Condenan a muerte a Pedro Barroso Segovia, José González Suárez, Regino González Moro, Esteban Huerga Guerrero y Javier Lapeira Martínez, siendo finalmente ejecutado Pedro Barroso. Marcelo Usabiaga es condenado a veinte años y un día de reclusión mayor.
En Burgos se encargó de escribir los mensajes clandestinos que salían de prisión para la dirección del PCE en el exterior, y, sobre todo, para la mítica Radio España Independiente, la Pirenaica. Lo hacía con una letra tan pequeña que se necesitaba una lupa para leerlos; los sacaban escondidos en los objetos decorativos, barcos, portarretratos, aviones, cestas, que fabricaban los presos en los talleres penitenciarios para la venta en el exterior a través de sus familiares.
En julio de 1960 se casó con Bittori Bárcena, su novia, y comenzó a trabajar en Aceros Orbegozo, de Hernani (Guipúzcoa).
Marcelo Usabiaga falleció en la mañana del 23 de julio de 2015, con casi 99 años de edad, víctima de una infección nosocomial en el Hospital Donostia de San Sebastián.